# コラブリ・スプートニク4号
コラブリ・スプートニク4号（コラブリ・スプートニク4ごう）は、ソビエト連邦が1961年3月9日06:29:00(UTC)に
バイコヌール宇宙基地のサイト1/5から打ち上げた人工衛星。有人宇宙船となるボストーク計画のテストとして実施されたコラブリ・スプートニクの一つである。
ボストークK運搬ロケットで打ち上げられ、地球低軌道への投入に成功した。この宇宙船は1周回のみを目的としていたため、打ち上げ後すぐに軌道離脱し、ソビエト連邦上空を1回通過した際に再突入した。08:09:54 UTCに着陸し、無事に回収された。降下中、宇宙飛行士の代わりとして搭載されたマネキンは射出座席のテストで宇宙船から放出され、独自のパラシュートで別々に降下した。この時のマネキンが近くの民家に落下した。たまたま、とおりかかった民間人がウオツカを飲まそうとした。というエピソードがある。